# 齊州 (濟南市)
齐州，中国古代设置的一个州，治所在今山东省济南市。
北魏皇兴三年（469年）改冀州置齐州，治所在历城县（今山东省济南市）。隋朝大业初改为齐郡。唐朝武德元年（618年）又改为齐州。唐玄宗时，天下州改郡，又名齐郡。天宝元年（742年），更名临淄郡，五年（746年），又更名济南郡。土贡：丝、葛、绢、绵、防风、滑石、云母。户六万二千四百八十五，口三十六万五千九百七十二。下领六县：历城县、章丘县、临邑县、临济县、长清县、禹城县。辖境约当今山东省济南市、章丘市、济阳县、禹城市、齐河县、临邑县等地。
北宋政和中升为济南府。
| 隋代行政区划变遷 | 隋代行政区划变遷                   | 隋代行政区划变遷            | 隋代行政区划变遷 | 隋代行政区划变遷 | 隋代行政区划变遷                                                             |
| 区划             | 開皇元年                           | 開皇元年                    | 開皇元年         | 区划             | 大業3年                                                                      |
| ---------------- | ---------------------------------- | --------------------------- | ---------------- | ---------------- | ---------------------------------------------------------------------------- |
| 州               | 齐州                               | 齐州                        | 青州             | 郡               | 齐郡                                                                         |
| 郡               | 济南郡                             | 東平原郡                    | 乐安郡           | 县               | 历城县 亭山县 臨邑县 祝阿县 長山县 鄒平县 章丘县 淄川县 高苑县 臨济县 長清县 |
| 县               | 历城县 衛国县 臨邑县 山茌县 祝阿县 | 武強县 平原县 高唐县 貝丘县 | 長乐县           | 县               | 历城县 亭山县 臨邑县 祝阿县 長山县 鄒平县 章丘县 淄川县 高苑县 臨济县 長清县 |

| 唐朝齐州辖县 | 唐朝齐州辖县 |
| ------------ | --- |
| 618年        | 历城县、章丘县、亭山县、祝阿县、临邑县（新设山茌县、源阳县，邹平县、临济县、长山县、高苑县改属邹州，淄川县改属淄州） |
| 619年        | 历城县、祝阿县、山茌县、源阳县（新设营城县与章丘县、亭山县、临邑县改属谭州）                                         |
| 627年        | 历城县、祝阿县、山茌县（平陵县、临济县、章丘县、亭山县、临邑县来属，废除源阳县）                                     |
| 643年        | 历城县、祝阿县、山茌县、平陵县（改名全节县）、临济县、章丘县、亭山县、临邑县                                         |
| 742年        | 历城县、祝阿县（改名禹城县）、山茌县（改名丰齐县）、全节县、临济县、章丘县、亭山县、临邑县                           |
| 754年        | 历城县、禹城县、丰齐县、全节县、临济县、章丘县、亭山县、临邑县（长清县来属）                                         |
| 759年        | 历城县、禹城县、丰齐县、全节县、临济县、章丘县、亭山县、临邑县、长清县                                               |
| 820年        | 历城县、禹城县、临济县、章丘县、临邑县、长清县（废除丰齐县、全节县、亭山县）                                         |
| 828年        | 历城县、禹城县、临济县、章丘县、临邑县、长清县（平原县、平昌县、归化县来属）                                         |
| 829年        | 历城县、禹城县、临济县、章丘县、临邑县、长清县、归化县（平原县、平昌县改属德州）                                     |
| 830年        | 历城县、禹城县、临济县、章丘县、临邑县、长清县（废除归化县）                                                         |

## 历代刺史
北魏齊州刺史
- 卢度世（469年—470年）
- 拓跋平原（471年—477年）
- 邓灵奇（479年）
- 韩麒麟（483年—488年）
- 张灵符（488年—492年）
- 邓述（493年—495年）
- 高遵（496年—497年）
- 元鉴（498年—499年）
- 薛聪（499年—500年）
- 李元护（500年—502年）
- 元修义（504年—507年）
- 郑懿（508年—510年）
- 萧彦（511年）
- 孟表（514年—515年）
- 元逞（516年）
- 元诞（519年—521年）
- 崔励（523年）
- 元顺（524年—525年）
- 袁翻（525年—526年）
- 元欣（527年—529年）
- 元子华（529年—530年）
- 萧赞（530年）
- 房士达（530年）
- 元子华（530年—531年）
- 尉景（532年）
- 元弼（533年）
- 侯渊（533年—534年）
- 元暹（534年）

唐朝齊州刺史
- 崔同（武德初年）
- 王薄（619年—622年）
- 李勣（622年—623年）
- 宋昶（624年）
- 贺若孝义（武德、贞观年间）
- 李恪（633年—636年）
- 李祐（636年—643年）
- 长孙操（贞观年间）
- 韦彤（贞观年间）
- 李道立（贞观末年）
- 封言道（655年—656年）
- 刘玄意（658年）
- 薛宝积（669年）
- 李孝廉（678年之前）
- 杜万（唐高宗时）
- 崔恭礼（唐高宗时）
- 王福畤（唐高宗时）
- 李冲寂（唐高宗时）
- 崔承福（唐高宗时）
- 邓武（唐高宗时）
- 杨德干（唐高宗末年）
- 皇甫胤（唐高宗、武后时）
- 武攸归（武周时）
- 郑怀隐（武周时）
- 封某（武周时）
- 李构（武周时）
- 张沛（武周后期）
- 徐彦伯（武周末年）
- 韦湜（唐中宗时）
- 杨元亨（唐中宗、唐睿宗时）
- 王志愔（711年）
- 杨元禧（712年）
- 高仲舒（开元初年）
- 李述（720年）
- 冯光嗣（开元年间）
- 王悌（开元年间）
- 张守志（开元年间）
- 卢全义（736年）
- 临淄郡太守
- 济南郡太守
- 能元皓（758年—759年）
- 张抱麟（广德年间）
- 刘寡悔（大历前期）
- 皇甫胤（大历年间）
- 田朝（790年）
- 李惟诚（贞元年间）
- 高士荣（818年）
- 严篡（819年）
- 张士阶（820年）
- 刘约（821年）
- 傅良弼（828年，未任）
- 支竦（会昌年间）
- 刘某（851年）
- 王晏实（851年）
- 徐鄑（854年）
- 李弘让（大中年间）
- 李肱（大中、咸通年间）
- 张归弁（890年）
- 朱威（893年）
- 朱琼（895年）
- 朱玭（895年）
- 杨师厚（903年）
- 张归弁（903年）
- 徐怀玉（904年）